# Cathy Cavadini
Catherine Janet „Cathy” Cavadini (ur. 21 kwietnia 1961 w Nowym Jorku) – amerykańska aktorka dubbingowa i piosenkarka.
Najbardziej znana jako głos Bójki z serialu animowanego Cartoon Network – Atomówki oraz Tanii Myszkiewicz z filmu animowanego Amerykańska opowieść. Fievel jedzie na Zachód oraz serialu animowanego Amerykańskie opowieści Fiewela.

## Wybrana filmografia

### Dubbing
- Amerykańska opowieść. Fievel jedzie na Zachód – Tanya Myszkiewicz
- Atomówki – film – Bójka
- Scooby Doo: Epoka Pantozaura – Faith
- Atomówki – Bójka
- Powrót do przyszłości – Jennifer Parker
- Mała Syrenka – Andrina
- Amerykańskie opowieści Fiewela – Tanya Myszkiewicz
- Ben 10 – Cooper
- Batman: Odważni i bezwzględni – Alanna Strange / Jan / Ruby Ryder / Fiona / Dr. Myrra Rhodes
- Liga Sprawiedliwych – Doktor Mary / Katie

i inne